# CD Barrio México
CD Barrio México ist ein Fußballverein aus Goicoechea, Provinz San José, Costa Rica, welcher derzeit in der Primera División Aficionada, der dritten costa-ricanischen Spielklasse spielt.

## Geschichte

### 1948–2010
Am 9. Mai 1948 wurde in San José der Klub Nicolás Marín gegründet. 1949 nahm man zum ersten Mal am Spielbetrieb der dritten Liga teil. Schon ein Jahr später, 1950, gelang dem Klub der Aufstieg in die Liga de Ascenso-Segunda División. Dort gewann Nicolás Marín in den Jahren 1952, 1961, 1962 und 1963, 1952 und 1962 verlor der Klub aber das Spiel um die Teilnahme in der höchsten Spielklasse und 1961 gab es keinen Aufstieg. 1963 Schaffte es Nicolás Marín dann sich im Entscheidungsspiel gegen den Letztplatzierten der ersten Liga, CS Herediano durchzusetzen und stieg in die Primera División de Costa Rica auf.
1965 stieg Nicolás Marín wieder in die zweite Liga ab, nannte sich in AD Barrio México um und 1966 gelang der sofortige Wiederaufstieg in die erste Liga. Dort änderte Barrio México 1969 seinen Namen in Deportivo México um. Deportivo México spielte bis 1979 in der ersten Liga, im Abstiegsjahr unter dem Namen Municipal San José. In dieser Zeit der Erstklassigkeit gelang es 1976 Vizemeister zu werden.
Von 1981 bis 1984 war Barrio México ebenfalls erstklassig, wieder unter dem Namen AD Barrio México. 1982 starben bei der Rückfahrt vom Training bei einem Busunfall 8 Spieler Barrio Méxicos.
In den 2000er Jahren wurde Barrio México in eine Aktiengesellschaft umgewandelt und heißt seitdem CD Barrio México.
2010 tauschte CD Barrio México seine Zweitligafranchise gegen die des Erstligisten Águilas Guanacastecas CF (siehe unten). So kehrte Barrio México nach 26 Jahren in der zweiten Liga wieder in die Primera División de Costa Rica zurück.

### Fall "Águilas Guanacastecas CF - CD Barrio México"
Im Voraus der Spielzeit wollte Mario Sotela, Mehrheitseigner des hochverschuldeten Águilas Guanacastecas CF, das Franchise an den Zweitligisten CD Barrio México verkaufen und in der Spielzeit 2010/11 in der zweiten Liga an den Start gehen. Dieser Tausch, nur eine Woche vor dem Saisonbeginn, wurde jedoch von der FEDEFUTBOL untersagt, da in beiden zuständigen Ligaverbände (UNAFUT, LIACSE) schon das genaue Teilnahme- und Wettbewerbsreglement sowie den Spielplan ausgearbeitet hatten und Franchiseverkäufe nur vor dem Absegnen der verschiedenen Reglemente möglich sind.
So entschieden sich Sotela und Minor Vargas, Mehrheitseigner von CD Barrio México, die beiden Franchise weiterhin in der jeweiligen Liga zu belassen, aber den Vorstand, die Spieler, das Stadion etc. des jeweils anderen Klubs einzuschreiben und das Franchise somit zu tauschen.
CD Barrio México, das nun in der Primera División spielt, änderten den Namen der Franchise sogleich in CD Barrio México um, die Liga de Ascenso verbot Águilas Guanacastecas CF jedoch auch ihre neue Franchise umzubenennen. Somit laufen die Águilas zwar mit Trikots in ihren Vereinsfarben, aber mit dem Namen CD Barrio México auf.
Somit gibt es sowohl in der ersten als auch in der zweiten Liga einen Klub mit Namen CD Barrio México, wobei das echte Barrio México nun in der ersten und die Águilas mit dem Namen Barrio México in der zweiten Liga spielt. Die Presse nennt die Águilas aber trotz allem weiterhin Águilas.
Im November 2010, vor dem letzten Gruppenspieltag klagten die ehemaligen Spieler von Liberia Mia CF Minor Díaz und Pablo Salazar das Franchise, welche momentan von CD Barrio México genutzt wird, vor dem Arbeitsgericht an, da ihnen noch jeweils $200.000 geschuldet wird. Daraufhin bestimmte das Arbeitsgericht, das das Franchise solange, bis CD Barrio México, Nutzer der Franchise Liberias alle Schulden bezahlt hat für den Spielbetrieb gesperrt ist. So verlor CD Barrio das letzte Spiel der Gruppenphase gegen AD Municipal de Pérez Zeledón mit 0:3 am grünen Tisch, ebenso die darauffolgenden Viertelfinalpartien gegen AD Santos de Guápiles.
Im Dezember 2010 beschloss die Vollversammlung der UNAFUT während der neuen Spielzeit die Spiele von Barrio México ebenso mit 0:3 zu werten, falls nicht am Freitag vor dem betreffen Spiel alle Schulden der Franchise bezahlt sind.
Nachdem Mehrheitseigner Minor Vargas in den USA wegen Waschens von $670.000.000 und in Costa Rica wegen Steuerhinterziehung angeklagt wurde und Vargas selbst zahlungsunfähig wurde, übernahm Mario Sotela wieder die Kontrollo über die Erstligafranchise, welche momentan noch von Barrio México genutzt wird. Er plante, dass zu Beginn der neuen Saison das Franchise wieder den Águilas gehöre, die dann wieder zuhause in Liberia unter dem Namen Liberia Mía CF spielen sollten.

### Ausschluss aus UNAFUT
Nach mehreren Sitzungen, Diskussionen und Untersuchungen des Falles stimmten die Mitglieder der UNAFUT auf einer außerordentlichen Generalversammlung am 1. März 2011 dafür das Franchise von Liberia Mía, genutzt von CD Barrio México, aufgrund der Ereignisse während des letzten Halbjahres mit sofortiger Wirkung auszuschließen. Die Restlichen Spiele des Klubs werden mit 0:3 gewertet und der restliche Spielbetrieb aufrechterhalten. Der Letztplatzierte wird trotz des Ausschlusses von Barrio México in die Zweitklassigkeit absteigen; die ausgeschlossene Franchise ist jedoch komplett aus dem Profifußball (1. und 2. Liga) ausgeschlossen.

### 2011–2018
Seit der Saison 2011/12 spielt Barrio México wieder mit seiner eigenen, ursprünglichen Franchise in der Liga de Ascenso-Segunda División. Der Klub hat nun nichts mehr mit Minor Vargas und dessen Geschäftspartnern zu tun, sondern wird nun von ehemaligen Dirigenten des Klubs, darunter der neue Präsident Rolando Zelaya, geleitet.

### Ausschluss aus 2. Liga und Amateurfußball (seit 2018)
Aufgrund angehäufter Schulden bei der costa-ricanischen Sozialversicherung (CCSS) im dreistelligen Millionenbereich, wurde Barrio Mexico im Laufe der Saison 2017–2018 aus der 2. Liga ausgeschlossen. Während der Saison wurde kein einziges Spiel bestritten.
Seit 2018–19 tritt der Verein in der Primera División Aficionada, der höchsten Amateurliga an.

## Stadion
Barrio México trägt seine Heimspiele 2010/11 im 4500 Zuschauer fassenden Estadio José Joaquín "Coyella" Fonseca aus.

## Erfolge
- Pokalsieger (Torneo de Copa de Costa Rica) (2×): Copa Costa Rica 1967, Copa de Verano 1971